# Hyaloptila melanosoma
Hyaloptila melanosoma är en fjärilsart som beskrevs av Turner 1947. Hyaloptila melanosoma ingår i släktet Hyaloptila och familjen säckspinnare. Inga underarter finns listade i Catalogue of Life.